# Steuerassistenz
Steuerassistenz ist ein Lehrberuf in Österreich. Er existiert seit dem 1. Juni 2011.

## Aufgaben
Steuerassistenten arbeiten hauptsächlich in der österreichischen Finanzverwaltung und in Wirtschaftstreuhandkanzleien. Sie unterstützen bei der Bearbeitung von Steuererklärungen, Exekutionsverfahren, Stundungs- und Rückzahlungsanträgen, Einsprüchen und Sozialleistungsanträgen.
Außerdem führen sie Buchhaltungen und Lohn- und Gehaltsverrechnungen durch, unterstützen bei Jahresabschlüssen und -prüfungen und sorgen für die Einbringung von Steuererklärungen, Voranmeldungen, Rückzahlungs- und Stundungsanträgen.

## Ausbildung
Die Ausbildung erfolgt nach dem dualen System im Ausbildungsbetrieb und begleitend dazu in der Berufsschule. Die Berufsschule vermittelt den theoretischen Hintergrund, der für die Ausübung des Berufs benötigt wird. Die Ausbildungsdauer beträgt 3 Jahre.

## Anforderungen
Zu den gewünschten Sach- und Fachkenntnissen gehören kaufmännisches Verständnis, logisch-analytisches Denken, Organisationsfähigkeit, systematische Arbeitsweise und ein gutes Zahlenverständnis. Steuerassistenten sollten außerdem kommunikativ und kundenorientiert sein.

## Weiterbildung
Für Steuerassistenten gibt es Weiterbildungsmöglichkeiten, u. a. an der Akademie der Steuerberater und Wirtschaftsprüfer, oder eine Ausbildung zum Buchhalter, Steuersachbearbeiter, Bilanzbuchhalter, Controller oder Accounting Manager.